# Rode zwavelkop
Rode zwavelkop (Hypholoma lateritium) is een schimmel behorend tot de familie Strophariaceae. Hij leeft saprofytisch en vormt bosjes op rottend hout en stronken. Hij gedijt goed op eiken en beuken, maar kan ook worden aangetroffen op houtsnippers.

## Kenmerken

### Uiterlijke kenmerken
Hoed
De steenrode hoed heeft een diameter van 2-10 cm.  Het hoedoppervlak is glad met vaak een bruingevlekt centum. De hoedrand heeft een lichtere kleur. De rand kan velumresten bevatten, maar deze kunnen door de regen wegspoelen.
Lamellen
De lamellen kleur lichtgeel tot geelbruin en worden grijs- of olijfbruin naarmate de leeftijd vordert. De lamellen kleuren niet groenig, zoals de gewone zwavelkop (Hypholoma fasciculare).
Steel
De steel heeft aan de bovenzijde een bleekgele kleur en aan de onderzijde is deze donkerder of roodachtig van kleur en heeft lengtevezels. Op de steel kan een ringzone aanwezig zijn, een restant van het velum partiale dat bij jonge vruchtlichamen de plaatjes afdekt.
Smaak
De smaak is mild tot ietwat bitter. Hij is giftig, maar is in sommige landen eetbaar na het koken. Zo wordt hij gegeten in Noord-Amerika en Japan.
Sporenprint
De sporenprint is paars-bruin.

### Microscopische kenmerken
De sporen zijn ellipstisch en meten 5,5–7,5 × 3,5–4,5 µm. Ze zijn lichtgeel van kleur en hebben een dikke wand. Ze hebben een glad oppervlak en een kiempore. Per basidium bevinden zich vier sporen. Deze zijn cilindrisch tot knotsvormig en 16–21 × 6–7 µm groot. Aan de basis hebben ze een gespen. De cheilocystiden zijn flesvormig tot gezwollen van vorm en hebben een afgeronde top. Ze zijn 20–36 × 7–12 µm groot. Pleurocystiden zijn aanwezig als chrysocystiden. Ze zijn spindelvormig gezwollen met een uitgerekte top en meten 26–40 × 8–12 µm. De hoedhuid bestaat uit parallel liggende hyfen met een diameter van 2,5–9 µm. De hyfen zijn hyaliene, geïncrusteerd en hebben gespen bij de dwarse wanden. De daaronder liggende schimmeldraden zijn 10–15 µm dik, losjes geïncrusteerd en bruin gepigmenteerd.

## Verspreiding
Hij komt voor in Noord- (VS, Canada), Centraal- (Mexico) en Zuid-Amerika (Venezuela, geïntroduceerd in Trinidad), evenals in Europa (inclusief de Canarische Eilanden), Noord-Afrika en Azië (Klein-Azië, Kaukasus, Noord-India, Korea, Japan) verspreid. In Europa strekt het gebied zich uit van Groot-Brittannië, Nederland en Frankrijk in het westen tot Wit-Rusland en Rusland in het oosten, in het zuiden tot Spanje (Mallorca), Sardinië, Italië, Servië en Roemenië en in het noorden tot Shetland en Estland. 
In Nederland komt hij zeer algemeen voor. Hij is niet bedreigd en staat niet op de rode lijst.